# لین دل توسو
لین دل توسو (انگلیسی: Leanne Del Toso؛ زادهٔ ۱۲ اوت ۱۹۸۰) ورزشکار بسکتبال اهل استرالیا است.
وی در مسابقات کشوری و بین‌المللی در مجموع برندهٔ ۱ مدال نقره در مسابقات پارا المپیک ۲۰۱۲ شده‌است.